# Modulació digital

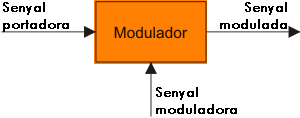
Esquema típic d'una modulació

Una modulació digital queda definida per un diccionari que conté la informació sobre quin valor digital (seqüències de bits) s'ha d'assignar en funció dels canvis que hi hagi al senyal portador (variació de característiques com l'amplitud o la fase d'aquesta). Així doncs, cada un d'aquests estats concrets en què es pot trobar el senyal portador s'anomena símbol, i queda etiquetat amb el seu valor digital equivalent. Aquests diccionaris també són coneguts amb el nom de constel·lacions, i poden ser representats gràficament mitjançant eixos cartesians amb els valors dels senyals I i Q d'un modulador de quadratura.
Cada un d'aquests símbols s'envia durant un temps de símbol Ts (es repeteix durant tot aquest temps), que influeix directament en la capacitat de transmetre bits del sistema (en la seva velocitat de transmissió).

## Generalitats
El terme comunicacions digitals fa referència a una àrea extensa de tècniques de comunicacions per transmetre informació entre dos o més punts, que inclouen la transmissió digital i la ràdio digital.
Quan parlem de transmissió digital en un sistema de comunicacions ens referim a la transmissió de polsos digitals. Aquesta transmissió requereix un element físic entre transmissor i receptor. La informació que es transmet des de la font original pot trobar-se en format analògic o digital. En el primer dels casos, caldrà convertir el senyal a polsos digitals abans de la transmissió i posteriorment convertir-los de nou al format analògic abans de la recepció.
Quan parlem de ràdio digital ens referim a la transmissió de portadores analògiques modulades en forma digital. Aquests sistemes tenen com a mitjà de transmissió l'espai lliure o l'atmosfera de la Terra, i els senyals d'entrada modulats així com les sortides desmodulades són seqüències de bits.
En telecomunicacions es parla de modulació (en sentit general) com a tècnica utilitzada per transmetre informació que consisteix a fer variar uns paràmetres d'un senyal portador (generalment una ona sinusoidal) en funció d'un altre senyal anomenat modulador, que és la informació que es vol transmetre a través d'un canal de comunicació.
Donat que en sistemes de comunicacions digitals la informació que s'ha de transmetre són seqüències de bits, les modulacions digitals són les diverses tècniques que s'utilitzen per relacionar aquests canvis en el senyal portador amb un valor digital concret (un o més bits). Ja que els valors digitals són discrets, els canvis en el senyal portador també seran discrets (fet que diferencia les modulacions digitals de les analògiques, com ara FM o AM). Aquestes modulacions es fan a l'emissor (TX, amb un modulador digital) i al receptor (RX, amb un desmodulador digital) d'una cadena de comunicacions.

## Característiques

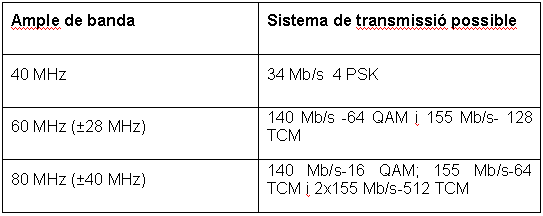
Amplada de banda de les modulacions digitals

Filtrat del senyalUna particularitat de l'espectre en la transmissió digital és que en un instant de temps tot l'espectre transmès li correspon al mateix bit. En canvi a la transmissió analògica l'espectre en cada instant porta informació de cada un dels canals que componen la multiplexació en freqüència FDM.
Abans del modulador, es retalla mitjançant un Filtre passabaixos l'espectre del senyal digital. Després del modulador es filtra mitjançant un filtre passabanda.
Eficiència espectral
L'eficiència espectral és el quocient entre la velocitat de transmissió Vtx en b/s i l'amplada de banda ocupat en Hz.
Com l'amplada de banda mínima teòrica és el de Nyquist i s'expressa mitjançant Vtx/K, la Ee és un nombre independent de la velocitat de transmissió i només associat al mètode de modulació. El factor K correspon al nombre de bits transmesos en un símbol.

## Tipus de modulacions digitals
Segons si la portadora és un senyal digital o analògic, els diferents tipus de modulacions es poden dividir en dos grans grups: modulacions per ona contínua i modulacions per polsos.

### Modulacions per ona continua

#### Modulació per desplaçament d'amplitud o ASK

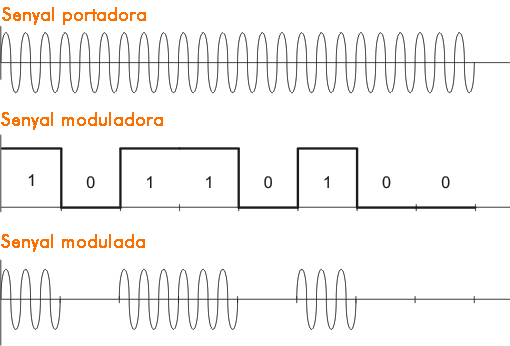
Exemple de modulació ASK

La Modulació per desplaçament d'amplitud o ASK (Amplitude-shift Keying) és una modulació que transmet canvis d'amplitud en la portadora en funció del senyal d'entrada.

#### Modulació per desplaçament de fase o PSK

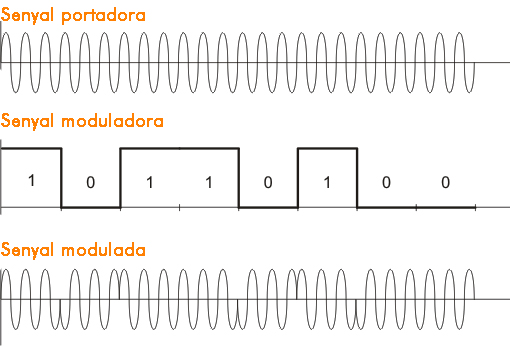
Exemple de modulació PSK

En el cas de la modulació PSK (Phase-shift Keying) es parla de canvis de fase en el senyal portador en relació al senyal d'entrada.

#### Modulació d'amplitud en quadratura (QAM)

16-QAM

La Modulació d'amplitud en quadratura o QAM (Quadrature Amplitude Modulation) es basa en la modulació PSK però on la informació està contenida tant en la fase com en l'amplitud.

#### FSK (Frecuency-shift Keying)

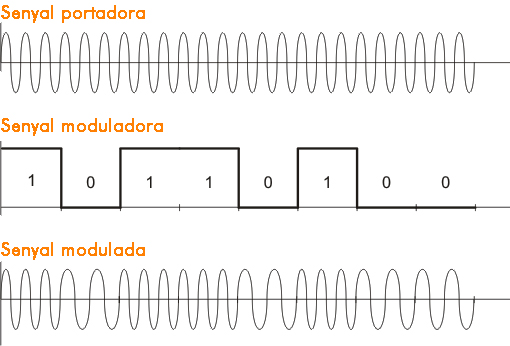
Exemple de modulació FSK

FSK és una modulació en la qual es modifica la freqüència del senyal portador i és en aquest paràmetre on està continguda la informació.

#### Altres combinacions
En molts casos, els tipus de modulacions anteriorment exposats no s'utilitzen de manera individual, sinó en combinació amb un altre. Un exemple és l'APSK que utilitza PSK combinat amb ASK.

### Modulacions per polsos
PCM (Pulse Code Modulation)PCM és una modulació típicament utilitzada i coneguda en el món del audio.
CPM (Continuous Phase ModulationCPM és un mètode de modulació digital que s'utilitza en módems sense fils.
DM (Delta modulation)DM és una modulació amb la qual només enviem un bit d'informació.

### Altres
Avui dia existeixen altres tipus de modulacios, una mica més complexes, ja que barregen conceptes de modulació amb conceptes de codificació. Uns exemples serien el TCM o el OFDM.